# Niconiades xanthaphes
Niconiades xanthaphes is een vlinder uit de familie van de dikkopjes (Hesperiidae). De wetenschappelijke naam van de soort is voor het eerst geldig gepubliceerd in 1821 door Jacob Hübner.